# 62ns Premis Tony
La 62ena edició dels Premis Tony va ser celebrada el 15 de juny de 2008 al Radio City Music Hall. La cerimònia va reconèixer els èxits de les produccions de Broadway durant la temporada 2007–08. La gala va ser retransmesa en directa per la cadena de televisió CBS. Whoopi Goldberg va ser la presentadora de la gala.
La data límit d'elegibilitat va ser 7 de maig de 2008. Dues noves categories van ser afegides als premis: Millor disseny de so d'una obra i Millor disseny de so d'un musical.
El musical In the Heights va ser la producció que va rebre més nominacions, 13, seguit pel revival del musical Rodgers & Hammerstein's South Pacific, el qual en va rebre 11, i pel revival del musical de Stephen Sondheim Sunday in the Park with George, que en va rebre 9. South Pacific va emportar-se 7 premis, sent així la producció més premiada de la nit. August: Osage Country va emportar-se'n cinc i In the Heights quatre.
La cerimònia va rebre dues nominacions als Premis Emmy de 2009: Millor programa de classe especial i Millor direcció tècninca, treball de camera, control de vídeo d'una mini-sèrie, perl·lícula o especial.

## Cerimònia

### Presentadors
Els presentadors de la gala van ser:
| - Alec Baldwin - Barry Bostwick - Gabriel Byrne - Julie Chen - Kristin Chenoweth - Glenn Close - Harry Connick Jr. - Adam Durtiz | - Laurence Fishburne - Richard Griffiths - Jack Klugman - Laura Linney - John Lithgow - Liza Minnelli - Mary-Louise Parker - Mandy Patinkin | - David Hyde Pierce - Daniel Radcliffe - Duncan Sheik - Brooke Shields - Marisa Tomei - Lily Tomlin - John Waters |

### Actuacions
Durant la cerimònia, les següents companyies van actuar:
| - Cry-Baby – "A Little Upset" - Passing Strange – "Keys" - Gypsy – "Everything's Coming Up Roses" - South Pacific – "Nothin' Like a Dame", "Some Enchanted Evening" i"A Wonderful Guy" - Grease – "Grease" i "We Go Together" - In the Heights – "In the Heights" i "96,000" - Sunday in the Park with George – "Move On" | - Xanadu – "Don't Walk Away" - Medley de musicals nous: - The Little Mermaid – "Part of Your World" - A Catered Affair – "Vision" - Young Frankenstein – "Deep Love" - The Lion King – "Circle of Life" - Rent - "La Vie Bohéme" i "Seasons of Love" (els membres de la producció van pujar a l'escenari a excepció de Kristen Lee Kelly i Jesse L. Martin) |

## Premis no competitius
Els premis especials van ser atorgats a:
- Premi Lifetime Achievement in the Theatre – Stephen Sondheim
- Premi al Teatre Regional – Chicago Shakespeare Theater (Chicago, Illinois)
- Premi Tony Especial – Robert Russell Bennett (en reconeixement de la seva contribució en el camp de les orquestracions)

## Guanyadors i nominats
Les nominacions van ser anunciades per Sara Ramírez i David Hyde Pierce el 13 de maig de 2008.
Els guanyadors estan destacats en negreta:
| Millor obra | Millor musical |
| --- | --- |
| - August: Osage County – Tracy Letts - Rock 'n' Roll – Tom Stoppard - The Seafarer – Conor McPherson - The 39 Steps – Patrick Barlow                                                                                         | - In the Heights - Cry-Baby - Passing Strange - Xanadu |
| Millor revival d'obra | Millor revival de musical |
| - Boeing-Boeing - The Homecoming - Les Liaisons Dangereuses - Macbeth | - Rodgers & Hammerstein's South Pacific - Grease - Gypsy - Sunday in the Park with George |
| Millor actor en una obra | Millor actriu en una obra |
| - Mark Rylance – Boeing-Boeing - Ben Daniels – Les Liaisons Dangereuses - Laurence Fishburne – Thurgood - Rufus Sewell – Rock 'n' Roll                                                                                       | - Deanna Dunagan – August: Osage County - Eve Best – THe Homecoming - Kate Fleetwood – Macbeth - S. Epatha Merkerson – Come Back, Little Sheba - Amy Morton – August: Osage County |
| Millor actor en un musical | Millor actriu en un musical |
| - Paulo Szot – Rodgers & Hammerstein's South Pacific - Daniel Evans – Sunday in the Park with George - Lin-Manuel Miranda – In the Heights - Stew – Passing Strange - Tom Wopat – A Catered Affair                           | - Patti LuPone – Gypsy - Kerry Butler – Xanadu - Kelli O'Hara – Rodgers & Hammerstein's South Pacific - Faith Prince – A Catered Affair - Jenna Russell – Sunday in the Park with George |
| Millor actor de repartiment en una obra | Millor actriu de repartiment en una obra |
| - Jim Norton – The Seafarer - Bobby Cannavale – Mauritius - Raul Esparza – The Homecoming - Conleth Hill – The Seafarer - David Pittu – Is He Dead?                                                                          | - Rondi Reed – August: Osage County - Sinead Cusack – Rock 'n' Roll - Mary McCormack – Boeing-Boeing - Laurie Metcalf – November - Martha Plimpton – Top Girls |
| Millor actor de repartiment en un musical | Millor actriu de repartiment en un musical |
| - Boyd Gaines – Gypsy - Daniel Breaker – Passing Strange - Danny Burstein – Rodgers & Hammerstein's South Pacific - Robin De Jesus – In the Heights - Christopher Fitzgerald – The New Mel Brooks Musical Young Frankenstein | - Laura Benanti – Gypsy - de'Adre Aziza – Passing Strange - Andrea Martin – The New Mel Brooks Musical Young Frankenstein - Olga Merediz – In the Heights - Loretta Ables Sayre – Rodgers & Hammerstein's South Pacific                                                                                   |
| Millor direcció d'una obra | Millor direcció d'un musical |
| - Anna D. Shapiro – August: Osage County - Maria Aitken – The 39 Steps - Conor McPherson – The Seafarer - Matthew Warchus – Boeing-Boeing                                                                                    | - Bartlett Sher – Rodgers & Hammerstein's South Pacific - Sam Buntrock – Sunday in the Park with George - Thomas Kail – In the Heights - Arthur Laurents – Gypsy |
| Millor llibret d'un musical | Millor banda sonora (música i/o lletres) |
| - Stew – Passing Strange - Mark O'Donnell & Thomas Meehan – Cry-Baby - Quiara Alegria Hudes – In the Heights - Douglas Carter Beane – Xanadu                                                                                 | - In the Heights – Lin-Manuel Miranda (música i lletres) - Cry-Baby – David Javerbaum (música i lletres) & Adam Schlesinger (música i lletres) - The Little Mermaid – Alan Menken (música) & Howard Ashman i Glenn Slater (lletres) - Passing Strange – Stew (música i lletres) & Heidi Rodewald (música) |
| Millor escenografia d'una obra | Millor escenografia d'un musical |
| - Todd Rosenthal – August: Osage County - Peter McKintosh – The 39 Steps - Scott Pask – Les Liaisons Dangereuses - Anthony Ward – Macbeth                                                                                    | - Michael Yeargan – Rodgers & Hammerstein's South Pacific - David Farley & Timothy Bird & The Knifedge Creative Network – Sunday in the Park with George - Anna Louizos – In the Heights - Robin Wagner – The New Mel Brooks Musical Young Frankenstein                                                   |
| Millor vestuari d'una obra | Millor vestuari d'un musical |
| - Katrina Lindsay – Les Liaisons Dangereuses - Gregory Gale – Cyrano de Bergerac - Rob Howell – Boeing-Boeing - Peter McKintosh – The 39 Steps                                                                               | - Catherine Zuber – Rodgers & Hammerstein's South Pacific - David Farley – Sunday in the Park with George - Martin Pakledinaz – Gypsy - Paul Tazewell – In the Heights |
| Millor il·luminació d'una obra | Millor il·luminació d'un musical |
| - Kevin Adams – The 39 Steps - Howard Harrison – Macbeth - Donald Holder – Les Liaisons Dangereuses - Ann G. Wrightson – 'August: Osage County                                                                               | - Donald Holder – Rodgers & Hammerstein's South Pacific - Ken Billington – Sunday in the Park with George - Howell Binkley – In the Heights - Natasha Katz – The Little Mermaid |
| Millor disseny de so d'una obra | Millor disseny de so d'un musical |
| - Mic Pool – The 39 Steps - Simon Baker – Boeing-Boeing - Adam Cork – Macbeth - Ian Dickinson – Rock 'n' Roll | - Scott Lehrer – Rodgers & Hammerstein's South Pacific - Acme Sound Partners – In the Heights - Sebastian Frost – Sunday in the Park with George - Dan Moses Schreier – Gypsy |
| Millor coreografia | Millors orquestracions |
| - Andy Blankenbuehler – In the Heights - Rob Ashford – Cry-Baby - Christopher Gattelli – Rodgers & Hammerstein's South Pacific - Dan Knechtges – Xanadu                                                                      | - Alex Lacamoire & Bill Sherman – In the Heights - Jason Carr – Sunday in the Park with George - Stew & Heidi Rodewald – Passing Strange - Jonathan Tunick – A Catered Affair |

### Premis i nominacions per producció
| Producció                             | Nominacions | Premis |
| ------------------------------------- | ----------- | ------ |
| In the Heights                        | 13          | 4      |
| Rodgers & Hammerstein's South Pacific | 11          | 7      |
| Sunday in the Park with George        | 9           | 0      |
| August: Osage County                  | 5           | 5      |
| Gypsy                                 | 7           | 3      |
| Passing Strange                       | 7           | 1      |
| Boeing-Boeing                         | 6           | 2      |
| Macbeth                               | 6           | 0      |
| The 39 Steps                          | 6           | 2      |
| Les Liaisons Dangereuses              | 5           | 1      |
| Cry-Baby                              | 4           | 0      |
| Rock 'n' Roll                         | 4           | 0      |
| The Seafarer                          | 4           | 1      |
| Xanadu                                | 4           | 0      |
| A Catered Affair                      | 2           | 0      |
| The Homecoming                        | 3           | 0      |
| Young Frankenstein                    | 3           | 0      |
| The Little Mermaid                    | 2           | 0      |
| Come Back, Little Sheba               | 1           | 0      |
| Cyrano de Bergerac                    | 1           | 0      |
| Grease                                | 1           | 0      |
| Is He Dead?                           | 1           | 0      |
| Mauritius                             | 1           | 0      |
| November                              | 1           | 0      |
| Thurgood                              | 1           | 0      |
| Top Girls                             | 1           | 0      |